# Ciornohirka, Berezivka
Ciornohirka (în ucraineană Чорногірка) este un sat în comuna Berezivka din raionul Berezivka, regiunea Odesa, Ucraina.

## Demografie
Componența lingvistică a localității Ciornohirka
     Ucraineană (93,1%)
     Română (2,76%)
     Rusă (2,56%)
     Alte limbi (0,2%)
Conform recensământului din 2001, majoritatea populației localității Ciornohirka era vorbitoare de ucraineană (93,1%), existând în minoritate și vorbitori de română (2,76%), rusă (2,56%) și găgăuză (1,38%).